# Knutsford
Knutsford este un oraș în comitatul Cheshire, regiunea North West, Anglia. Orașul aparține districtului Macclesfield. 